# Michel Bégon (1667-1747)
Michel Bégon de La Picardière (Blois, 21 marzo 1667 – Blois, 18 gennaio 1747) è stato un funzionario francese, fu commissario e ispettore generale della Marina, consigliere al parlamento di Metz, intendente in Nuova Francia e della Marina a Le Havre, dell'ammiragliato in Normandia e delle armate navali.

## Biografia
La famiglia Bégon era originaria dalla regione di Blois, dove possedeva molte signorie, tra cui anche La Picardière, ed erano impegnati come agenti fiscali e giudiziari, almeno fin dal Seicento. Il padre di Michel era cugino di Jean-Baptiste Colbert e fu intendente dell'isola Saint-Domingue dal 1682 al 1685, intendente delle galee a Marsiglia dal 1685 al 1688 e intendente al porto di Rochefort dal 1688 fino alla sua morte avvenuta nel 1710. Fu uno dei migliori funzionari sotto il regno di Luigi XIV e uno dei più  grandi naturalisti, tanto che la begonia porta il suo cognome.
Michel era primo di otto figli (tre maschi e cinque femmine). Nel 1690 divenne commissario della Marina. Avviato agli studi legali, nel 1694 ottenne una licenza a Orléans. Nel 1697 il padre gli acquista un posto al parlamento di Metz. Nel 1704, ancora grazie all'aiuto del padre, divenne intendente alla marina di Aunis e Saintogne. Poco a poco divenne competente per le questioni riguardanti la marina.
Il 31 marzo 1710 Bégon divenne intendente in Nuova Francia, ma arrivò solamente nel 1712 accompagnato dalla moglie Jeanne-Élisabeth de Beauharnois de La Boische, che aveva sposato il 9 gennaio 1711. Arrivò in Nuova Francia quando la guerra di successione spagnola era ormai alle battute finali. La colonia contava all'epoca solo diciottomila abitanti. La raccolta del grano era un po' al di sopra della media, ma il commercio delle pellicce non si era ancora ripreso completamente. Nonostante la crisi del commercio dei castori, dovuta a fattori come la distanza, i costi elevati e la mancanza di trasporti marittimi, la colonia non aveva molto diversificato la sua economia di base. Ad esempio i coloni francocanadesi coltivavano poco la canapa nonostante la forte domanda di questo prodotto in madrepatria. Pochissime erano le imprese del legname e della pesca.
Il mandato di Bégon iniziò in modo tragico. Il 5 gennaio 1713 fu invitato a cena insieme alla moglie nella casa del governatore Vaudreuil nel castello Saint-Louis. Quel giorno da nord spiravano forti venti ed era molto freddo. Prima di andare a dormire, Bégon ordinò a uno dei suoi domestici di estinguere tutti i fuochi, ma uno dei caminetti non fu ben spento e nel mezzo della notte l'intendenza andò a fuoco. Tre domestici perirono in quella notte, il segretario dell'intendente riuscì a fuggire ma morì qualche giorno dopo di congelamento, mentre lo stesso Bégon e la moglie si salvarono miracolosamente. Le perdite personali di Bégon assommarono a circa quarantamila lire. Poco dopo, per ripianare queste perdite, Bégon si associò in affari con Jean Butler, un importante mercante di La Rochelle. L'intendente si occupò della vendita delle merci inviate a Québec dal suo socio e, in cambio, gli fornì del legname per costruire due vascelli. A detta di Bégon non c'era niente di male sulle sue attività ed anzi che la colonia poteva solo trarne profitto.
In qualità di intendente Bégon doveva risolvere la questione della carta-moneta circolante in Nuova Francia. Sul tavolo aveva diverse soluzioni: alla fine del 1713 Bégon scelse di riacquistare le carte in circolazione per la metà del valore nominale per un periodo di cinque anni. L'operazione iniziò nel 1714 e si concluse nel 1720. Un altro problema che dovette risolvere Bégon fu quello del commercio delle pelli: il monopolio accordato a Aubert, Néret e Gayot doveva finire nel 1718. Dopo un dibattito, il monopolio venne rinnovato per altri venticinque anni.
Nel suo soggiorno in Nuova Francia Bégon notò la debolezza economica della colonia, la dipendenza commerciale dalla madrepatria e la mancanza di manodopera. Il 24 gennaio 1714 Bégon emise un'ordinanza in cui proibiva l'esportazione di grano, di farina e di biscotti. Questa misura aveva la pretesa di combattere la fame nella colonia, dato che il raccolto dell'anno precedente era stato cattivo, ma Claude de Bremen de Martinière, consigliere al Consiglio Superiore, criticò questa misura, additò Bégon come fautore di una gigantesca speculazione. L'eco di questo scontro arrivò anche all'orecchio del ministro  della Marina Louis Phélypeaux, conte di Pontchartrain.
Agli inizi degli anni venti la Francia tornò ad interessarsi maggiormente della sua colonia nordamericana. Bégon tentò di sviluppare la coltura della canapa e di importare schiavi africani in Canada. Inaugurò una rete postale e di trasporto pubblico tra Montréal, Québec e Trois-Rivières. L'anno successivo diede avvio all'estimo delle signorie in Nuova Francia. Nonostante queste iniziative, Bégon si trovò ancora in difficoltà con le autorità della madrepatria per questioni finanziarie. Queste difficoltà convinsero il Consiglio della Marina che Bégon non era più utile come intendente della Nuova Francia. Tuttavia nel 1723 il Consiglio della Marina venne sciolto e il Ministero della Marina e delle Colonie venne affidato a un ministro nella persona di Jean-Frédéric Phélypeaux, conte di Maurepas figlio di Pontchatrain. Una delle prime decisioni del nuovo ministro fu quella di nominare Bégon ad intendente a Le Havre. In questo modo il conte di Maurepas regolava il problema di un funzionario che non soddisfaceva più e la stessa moglie di Bégon fremeva per tornare in Francia. Passarono ben due anni prima che Bègon potesse lasciare il Nordamerica poiché il primo successore designato, Edme-Nicolas Robert, morì, mentre il secondo, Guillaume Chazel, perì in un naufragio nella nave in cui era a bordo.
Il 2 novembre 1726 arrivò il nuovo intendente Claude-Thomas Dupuy, quindi Bégon poté partire. Tornò in Francia verso la fine di novembre dello stesso anno. Servì come intendente a Le Havre per sei anni. Nel 1736 divenne intendente presso l'ammiragliato di Normandia. Nel 1743 accompagnò l'ambasciatore di Turchia in viaggio a Costantinopoli. Durante il soggiorno nella capitale turca ebbe l'occasione, con un permesso speciale di visitare l'harem del pascià. Di questo viaggio fece un resoconto. Poco prima della sua morte fu nominato intendente delle armate navali.